# Walter van der Kamp
Wolter (Walter) van der Kamp (Den Haag, 11 februari 1926 - Huizen, 27 februari 2009) was een Nederlandse televisieregisseur.
Van der Kamp begon kort na de Tweede Wereldoorlog als radio-omroeper in Nederlands-Indië en werkte daarna een paar jaar bij de Haagse Comedie, waar hij kleine rollen had. Vanaf de jaren vijftig maakte hij voor de AVRO tv-spelen en -series naar klassieke romans van Nederlandstalige auteurs. Zo was Van der Kamp regisseur van televisieseries als Willem van Oranje, Hollands Glorie, Villa des Roses, Van oude mensen, de dingen die voorbijgaan, De stille kracht en Karakter. Hij kon daarbij een beroep doen op bekende acteurs als Ko van Dijk jr. en Jeroen Krabbé.
Walter van der Kamp overleed eind februari 2009 op 83-jarige leeftijd aan longkanker.

## Werk

### Televisie
- 1955 - Een lot uit de loterij
- 1956 - Toontje heeft een paard getekend
- 1957 - Voor donderdagavond twaalf uur, mylord
- 1958 - Je kunt het toch niet meenemen
- 1959 - De veroordeelde
- 1959 - Het boek van de maand
- 1959 - De volgende zaak
- 1959 - Goede reis
- 1960 - Arsenicum en oude kant
- 1971 - Karakter
- 1974 - De stille kracht
- 1975 - Van oude mensen, de dingen die voorbijgaan
- 1977 - Hollands Glorie
- 1984 - Willem van Oranje
- 1993 - Tax Free

- International Standard Name Identifier: 0000 0000 4765 5056
- Library of Congress Control Number: no2007067855
- Nederlandse Thesaurus van Auteursnamen: 070196710
- Virtual International Authority File: 78558574
- WorldCat: E39PBJbxDhKdjJ7TQ3x7jCBMfq